# Erwin Vandenbergh
Erwin Vandenbergh (nacido en Amberes, 26 de enero de 1959) es un exfutbolista belga que jugaba en la demarcación de delantero. Es padre del también futbolista Kevin Vandenbergh.

## Biografía
En 1976 debutó como futbolista con el Lierse SK a manos del entrenador János Bédl. Jugó un total de seis temporadas en el club. En 1980 fue el máximo goleador de la Primera División de Bélgica con 39 goles, lo que hizo que ganase además la Bota de Oro. Un año después, fue elegido el mejor futbolista de Bélgica, siéndole otorgado el Zapato de Oro. En 1982 fichó por el RSC Anderlecht, haciéndose con la Liga Europea de la UEFA en la edición de 1983. Además ganó la Primera División en dos ocasiones, 1985 y 1986, además de la Supercopa de Bélgica. Posteriormente, se fue a Francia para fichar por el Lille OSC. También jugó para el KAA Gent, con el que fue por sexta vez el máximo goleador de la liga; y con el Racing White Daring Molenbeek, donde se retiró como futbolista en 1995. Justo la temporada de su retiro, fichó como entrenador del KVC Westerlo por un año.

## Selección nacional
Jugó un total de 48 partidos con la selección de Bélgica, anotando además un total de veinte goles. Participó en la Eurocopa 1980, Eurocopa 1984, Copa Mundial de 1982 y en la Copa Mundial de 1986. En el mundial de 1982, marcó el gol de la victoria en el partido de apertura del campeonato contra Argentina.

### Participaciones en Copas del Mundo
| Mundial              | Sede   | Resultado    | Partidos | Goles |
| -------------------- | ------ | ------------ | -------- | ----- |
| Copa Mundial de 1982 | España | Segunda fase | 5        | 1     |
| Copa Mundial de 1986 | México | Semifinales  | 1        | 1     |

## Clubes

### Como futbolista
| Club       | País    | Año         | Partidos | Goles |
| ---------- | ------- | ----------- | -------- | ----- |
| Lierse     | Bélgica | 1976 - 1982 | 178      | 117   |
| Anderlecht | Bélgica | 1982 - 1986 | 121      | 87    |
| Lille      | Francia | 1986 - 1990 | 130      | 44    |
| KAA Gent   | Bélgica | 1990 - 1994 | 110      | 47    |
| RWDM       | Bélgica | 1994 - 1995 | 21       | 4     |

### Como entrenador
| Club         | País    | Año         |
| ------------ | ------- | ----------- |
| KVC Westerlo | Bélgica | 1995 - 1996 |

## Palmarés

### Campeonatos nacionales
| Título               | Club       | País    | Año  |
| -------------------- | ---------- | ------- | ---- |
| Primera División     | Anderlecht | Bélgica | 1985 |
| Supercopa de Bélgica | Anderlecht | Bélgica | 1985 |
| Primera División     | Anderlecht | Bélgica | 1986 |
| Supercopa de Bélgica | Anderlecht | Bélgica | 1987 |

### Campeonatos internacionales
| Título          | Club       | Sede   | Año  |
| --------------- | ---------- | ------ | ---- |
| Copa de la UEFA | Anderlecht | Lisboa | 1983 |

### Distinciones individuales
| Distinción                                  | Año  |
| ------------------------------------------- | ---- |
| Bota de Oro                                 | 1980 |
| Zapato de Oro                               | 1981 |
| Máximo goleador de la Liga Belga (39 goles) | 1980 |
| Máximo goleador de la Liga Belga (24 goles) | 1981 |
| Máximo goleador de la Liga Belga (25 goles) | 1982 |
| Máximo goleador de la Liga Belga (20 goles) | 1983 |
| Máximo goleador de la Liga Belga (27 goles) | 1986 |
| Máximo goleador de la Liga Belga (23 goles) | 1991 |